# Дегай, Павел Иванович
Павел Иванович Дегай (1792 — 1849/1850) — российский государственный деятель, тайный советник, сенатор; учёный-правовед, доктор права.

## Биография
Родился в 1792 году. Его отец, Иван Дегай, был дворецким и берейтором в доме О. И. Хорвата. Мать его, овдовев, стала третьей женой Хорвата и получила всё его наследство. В 1814 году окончил юридический факультет Харьковского университета; вскоре получил степень доктора права. И. Н. Лобойко вспоминал:

Павел Иванович Дегай, будучи в родстве с одною из знаменитейших и богатейших в губернии фамилий и располагая уже своим собственным значительным состоянием, приехал в университет учиться. Он прекрасно соединил в себе два качества — молодого барина и студента. Получив блестящее светское воспитание, он хотел быть ученым; этого мало, он хотел быть писателем; перестал посещать общества, окружил себя книгами и учеными… Его твердость, пламенное рвение к наукам и строгий образ жизни были для меня порукою в его успехе.
— Лобойко И. Н. Мои воспоминания. Мои записки. — М.: Новое литературное обозрение, 2013. — С. 36.
Служил в Канцелярии статс-секретаря П. С. Молчанова, с 1815 года — в Департаменте Министерства юстиции; с 1820 — чиновник для особых поручений при московском генерал-губернаторе, затем в московском губернском правлении. С 1821 года камер-юнкер. С 1822 года — председатель 2-го департамента Московской палаты гражданского суда, в 1826 году назначен ещё и председателем комиссии для разбора дел по доносам о злоупотреблениях по винным откупам. С 1828 года — обер-прокурор 7-го департамента Сената. С октября 1831 года стал директором департамента Министерства юстиции. Участвовал в разработке проектов уставов о векселях и заёмных письмах, несостоятельности и др. С 31 декабря 1834 года состоял в чине тайного советника.
С 1839 года был прикомандирован ко Второму отделению Собственной Его Императорского Величества канцелярии, занимался подготовкой проекта Уложения о наказаниях уголовных и исправительных. В 1841 году был определён членом центрального комитета для рассмотрения составленных губернскими комитетами правил специального межевания, а 30 декабря 1842 года стал сенатором в межевом департаменте Сената. Одновременно преподавал в Училище правоведения. В конце жизни (1848—1849) входил в состав Бутурлинского комитета, осуществлявшего цензуру в российской печати.
Был награждён орденами Св. Владимира 3-й степени (03.04.1825), Св. Анны 1-й степени, Белого орла (31.12.1838), Св. Александра Невского.
Умер в Санкт-Петербурге 28 декабря 1849 (9 января 1850) года. 

## Научная деятельность
Автор работ по различным вопросам права; ему принадлежит фундаментальное исследование: «Пособия и правила изучения Российских законов или материалы к энциклопедии, методологии и истории литературы российского права» (М., 1831). Юрист, по его мнению, «только тогда будет понимать с ясностью отечественное право, когда хорошо познает общую цель законов, только тогда будет успешно содействовать успехам правоведения, когда воспользуется опытом других положительных прав». В своих трудах он излагал положительное право разных государств Европы, давал обилие исторических сведений и параллелей: «Взгляд на современное положение уголовного законодательства в Европе» (СПб., 1845), «Взгляд на современное положение уголовного судопроизводства» (СПб., 1847). Им была разработана методология изучения права. Он большое внимание уделял изданию и изучению памятников русского права; он впервые дал краткий анализ русской литературы по юриспруденции: «О совершении крепостных актов на основании общих Российских узаконений» (М., 1827); «Систематическое начертание существующих Российских узаконений об общих денежных заемных актах, между частными людьми употребляемых» (М., 1824; с двумя дополнениями 1825 и 1826 гг.); «Ипотекарные системы и влияние их на финансы и вообще на государственное благосостояние» (СПб., 1839); «Учебная книга российского гражданского судопроизводства губерний и областей на общих правах состоящих, составленная для Имп. Училища Правоведения» (СПб., 1840, 1843, 1846; на польском яз. (Process cywilny gubernij i provincij Panstwa Ross.) — Вильна, 1841 и 1842); «Учебная книга российского гражданского судопроизводства и судебного делопроизводства» (СПб., 1847); «Указатель законов для сельских хозяев» (СПб., 1845) и др.

## Семья
Первая жена, Елизавета Гавриловна (1799—20.05.1831). У них родились:
- Александр (1818—1886)
- Анна (1820—1824/1825)

Вторая жена, Анна Николаевна (урожд. Депрерадович), умерла за границей 26 марта 1864 года в возрасте 48 лет. Их дети:
- Владимир (29.12.1835—?)
- Николай (14.05.1840—?)
- Ольга (1845—1910); в первом браке была замужем за сыном М. Ф. Толстого Григорием Матвеевичем (25.01.1816—23.02.1870); второй муж — барон Борис Александрович Фитингоф-Шелль.
- Павел (? — 08.09.1890[4])